# مقره

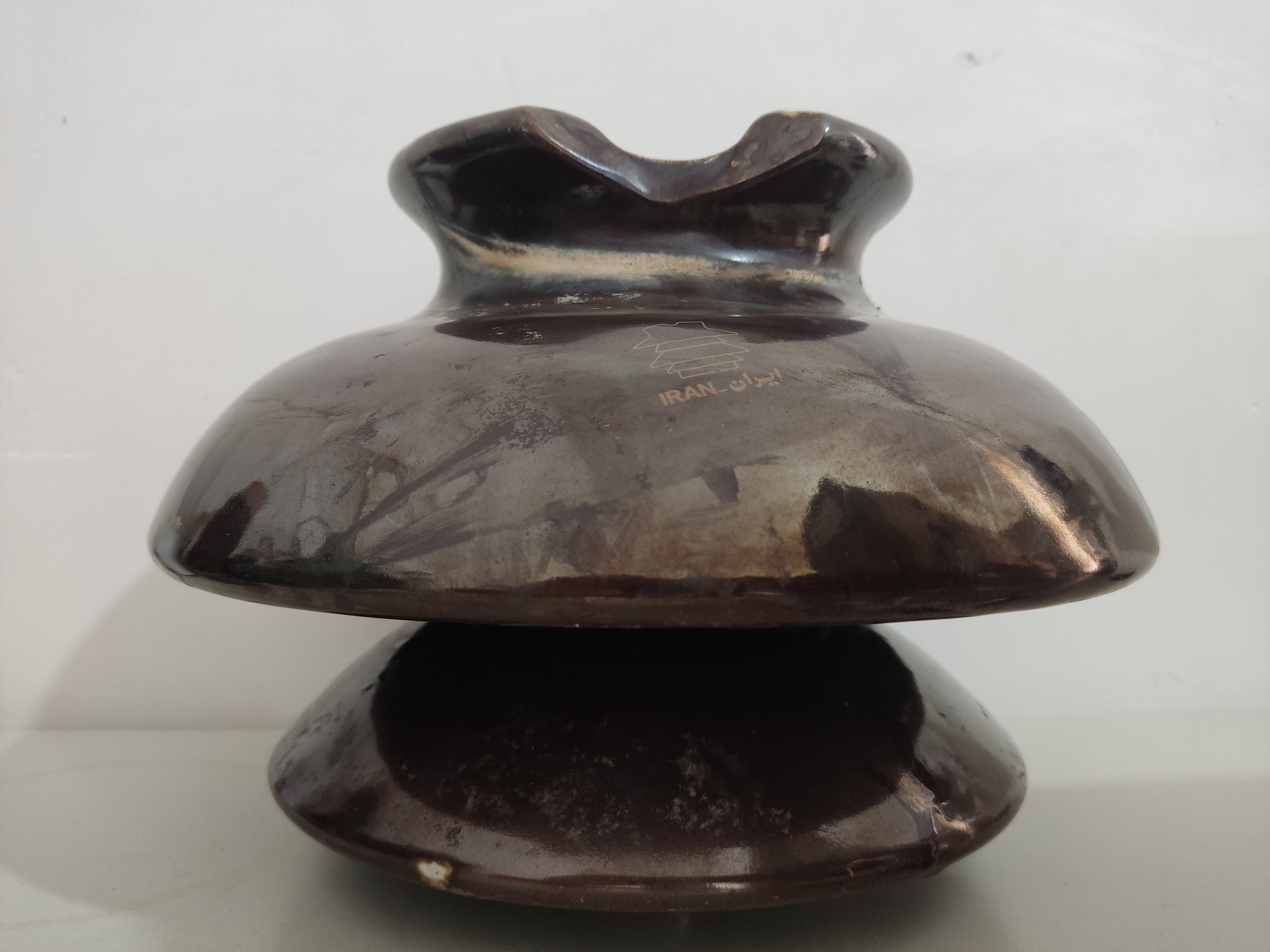
یک مقره بشقابی سرامیکی که برای خطوط انتقال ۲۰ کیلوولت رایج است

مَقَرّه یا گیرهٔ چینی یا ایزولایتر یک نوع عایق الکتریکی است که برای اتصال کابل‌های برق با برج انتقال برق بکار می‌رود.
در خطوط انتقال نیرو لازم است هادی‌های تحت ولتاژ به نحوی از برج‌ها ایزوله شوند و برای این کار از مقره‌ها استفاده می‌شود. این مقره‌ها دو وظیفه عمده دارند:
- وظیفه اصلی مقره‌ها، ایزوله کردن هادی از بدنه برج می‌باشد. این مقره‌ها باید بتوانند بدون داشتن جریان نشتی، ولتاژهای بالای خطوط انتقال را از بدنه برج ایزوله نمایند.
- مقره‌ها باید تحمل نیروهای مکانیکی حاصل از وزن هادی‌ها و نیروهای اعمالی ناشی از باد و یخ را داشته باشند.

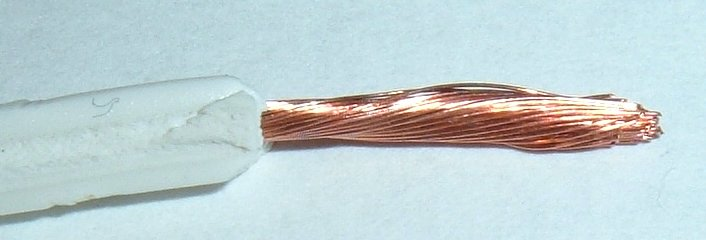
یک سیم رسانای الکتریکی از جنس مس که با لایهٔ بیرونی پلی‌اتیلن عایق‌بندی شده است

عایق الکتریکی یا نارسانا، ماده‌ای است که به میدان الکتریکی پاسخ نمی‌دهد و کاملاً در برابر جریان بار الکتریکی مقاومت می‌کند. در عمل عایق کامل وجود ندارد، بنابراین مواد دی‌الکتریک با ثابت دی‌الکتریک بالا را عایق الکتریکی می‌نامند. مقره‌ها فاقد هرگونه حفره داخلی و ناخالصی می باشند. در مواد دی‌الکتریک الکترون‌های والانس به شدت به اتم‌هایشان وابسته‌اند. این مواد در تجهیزات الکتریکی همچون عایق‌ها یا عایق‌بندی بکار می‌روند. از عایق الکتریکی برای حمایت از رسانای الکتریکی یا جداسازی آن استفاده می‌شود، بدون آنکه جریان الکتریکی از درونش عبور کند. در زبان انگلیسی از واژهٔ insulator که به معنای عایق الکتریکی است، برای اشاره به مقره‌های خطوط انتقال انرژی الکتریکی نیز استفاده می‌شود.
برخی مواد همچون شیشه یا پلی تترافلوئورواتیلن، عایق‌های الکتریکی بسیار خوبی هستند. با وجود اینکه مواد دیگر ممکن است مقاومت الکتریکی پایین‌تری داشته باشند، مواد بسیار دیگری هم هستند که برای عایق‌بندی سیم‌کشی برق و کابل‌ها به اندازهٔ کافی مناسبند. از جمله بسپارهای لاستیک‌مانند و بیشتر پلاستیک‌ها. این‌گونه مواد می‌توانند به عنوان عایق‌هایی کاربردی و ایمن برای ولتاژهای پایین یا متوسط (صدها یا حتی هزاران ولت) بکار روند.
نشستن گردوغبار بر روی ترانسفورماتور و مقره‌ها به همراه رطوبت، موجب حالت عایق مانندی روی تأسیسات برق شده و موجب قطع برق می‌شود. برای رفع این معضل مقره‌ها را با ماشین مقره‌شوی تمیز می‌کنند.

## جنس مقره‌ها و طراحی شکل آن‌ها
متداول‌ترین جنس مقره‌های مورد استفاده در صنعت برق عبارتند از

### مقره‌های چینی
این مقره‌ها از ترکیبات آلکالین و سیلیکات آلومینیوم و پودر کوارتز ساخته شده‌است. جهت بالا بردن استقامت مکانیکی چینی به آن اکسید آلومینیوم اضافه می‌کنند.
مقره‌های چینی چندین نوع می‌باشند که انواع آن‌ها بشقابی، سنجاقی و مقره‌های یکپارچه می‌باشد که مقره‌های بشقابی در تیرهای انتهایی و میانی و مقره سنجاقی و یکپارچه فقط در تیرهای میانی استفاده می‌شوند.

### مقره‌های شیشه‌ای
از شیشه نیز در ساخت مقره‌ها استفاده می‌شود ولی به دلیل پایین بودن استقامت مکانیکی شیشه لازم است به طریقی آن را تقویت نمود. یک روش، سرد کردن سریع شیشه پس از شکل‌دادن آن می‌باشد که با این روش سطح خارجی مقره سخت شده، موجب افزایش استقامت مکانیکی آن می‌شود.
اشکال این نوع مقره‌ها این است که در مقابل ضربات مستقیم شکننده می‌باشد و با کوچکترین ضربه مستقیم، مقره کاملاً خرد می‌شود.

### مقره‌های پلاستیکی
این مقره‌ها از جنس پلاستیک و از ترکیبات شیمیائی اتیلن، پروپیلن و رزین می‌باشد. مزیت این مقره‌ها در دفع خوب آب می‌باشد زیرا پلاستیک این مزیت را دارد که قطرات آب روی سطح آن جاری نمی‌شود تا با قطرات دیگر ترکیب شده مسیری را برای هدایت قوس فراهم کند. در صورتی که در مقره‌های چینی و شیشه‌ای آب به راحتی روی سطح مقره جاری می‌شود.

### مقره‌های رزینی
مقره‌های عایق الکتریکی مانند تمام مواد عایقی دیگر برای عایق کردن تجهیزات الکتریکی از یکدیگر و همچنین عایق کردن هادی‌های الکتریکی از بدنه تجهیزات استفاده می‌کند.
برای مدت طولانی پرسلن ماده مورد استفاده در ساخت مقره های الکتریکی بود.
ولی این ماده نواقصی داشت مانند اینکه بسیار شکننده بود، اتصال قطعات فلزی به یکدیگر در موارد استفاده از پرسلن بسیار مشکل ساز و سخت بود و همچنین از نظر طراحی و ابعادی مقره‌های پرسلن یا چینی نواقص زیادی را در بر داشتند.
بعد از سال ۱۹۲۵ با ظهور مواد مصنوعی در بازارهای جهانی تغییرات به سرعت بوجود آمدند و اپوکسی رزین جای خود را به چینی در ساخت مقره‌ها داد که باعث مقاومت بیشتر مقره و همچنین دقت بیشتر در طراحی آن ها گردید.
مقاومت مکانیکی پرسلن در مقابل اپوکسی رزین چند برابر کمتر است و همچنین هنگام نصب و حمل و نقل و مقاومت عایقی در شرایط اتصال کوتاه در مقره‌های اپوکسی بسیار بالاتر از مقره‌های
چینی می‌باشد.
در مقره‌های اپوکسی تمام قطعات فلزی زیر پوشش اپوکسی رزین قرار می‌گیرند و به اشکال مختلف قابل طراحی هستند.

### طراحی شکل مقره‌ها و اندازه آن‌ها
ولتاژ اعمالی بر مقره‌ها و عملکرد آن در مقابل اضافه ولتاژها شکل و فرم مقره را تعیین می‌نماید. شکست الکتریکی بر روی مقره‌ها به دو صورت انجام می‌گیرد که به اصطلاح منجر به پنچر شدن مقره می‌شود.
- در داخل مقره جرقه‌ای زده شده و موجب سوراخ شدگی و از بین رفتن خاصیت عایقی مقره می‌شود.
- تخلیه در سطح عایق صورت می‌گیرد و جرقه‌هایی در سطح آن زده می‌شود و به این ترتیب ارتباط الکتریکی در طرفین عایق برقرار می‌شود؛ که رطوبت و آلودگی در سطح مقره در این نوع تخلیه تأثیر گذارند.

مواردی که در ساخت مقره رعایت می‌شود به شرح زیر است:
- سطح مقره باید کاملاً صاف و صیقلی باشد تا امکان نشستن گرد و غبار و آلودگی روی آن به حداقل برسد.
- سطح مقره باید این قابلیت را داشته باشد که هنگام ریزش باران شسته شود و باران روی آن نماند.
- جهت جلوگیری از جریان نشتی لازم است طول خزشی مقره‌ها (Creepage distance) افزایش یابد.

طول خزشی مقره عبارت است از کوتاهترین مسیری که لازمست جرقه برای رسیدن از ابتدا تا انتهای مقره طی کند. هر چه این مسیر طولانی‌تر باشد امکان ایجاد قوس کمتر می‌شود.
افزایش این مسیر موجب سنگین شدن مقره می‌شود، بنابراین مقره را به صورت دندانه دندانه می‌سازند و به این ترتیب طول مقره کوتاهتر می شود ولی مسیر عایقی آن افزایش می‌یابد.
- چون تخلیه نوع اول موجب از بین رفتن مقره می‌شود باید به هر شکل ممکن از آن جلوگیری کرد. برای این کار باید فاصله بین قسمت‌های فلزی بالا (cap) و پایین (pin) به اندازه‌ای انتخاب شود تا قبل از وقوع جرقه در داخل مقره، جرقه سطحی زده شود و از تولید جرقه در داخل مقره جلوگیری شود.
- نوع مقره باید با توجه به شرایط محیطی انتخاب شود و همچنین مسائل اقتصادی نیز در نظر گرفته شود.

## انواع مقره‌ها
مقره‌ها بر حسب کاربرد و سطح ولتاژ به کار رفته انواع مختلفی دارند.

### مقره چرخی
جنس این نوع مقره‌ها می‌تواند از چینی، شیشه یا پلاستیک باشد. این مقره‌ها به صورت یک‌شیاره یا دوشیاره می‌باشند و بیشتر در ولتاژهای توزیع (منظور ولتاژهای فشار ضعیف ۲۲۰تا۴۰۰ولت می‌باشد) کاربرد دارند. تعداد شیارها بستگی به سطح ولتاژ دارد.

### مقره سوزنی
جنس این نوع مقره‌ها می‌تواند از چینی، شیشه یا پلاستیک باشد. از این نوع مقره در برج‌های میانی و تا ولتاژ ۳۳ کیلو ولت استفاده می‌شود. جهت ارتباط این نوع مقره‌ها با پایه فلزی، از یک فلز نرم‌تر به عنوان رابط استفاده می‌شود تا حرکات و تنش‌های ناگهانی باعث شکسته شدن مقره نشود.
همچنین می‌توان این مقره را به صورت افقی نصب نمود.

### مقره بشقابی
این نوع مقره از جنس شیشه یا چینی و به شکل دیسک بوده و از نظر کاربرد نیز رایج‌ترین مقره در خطوط هوایی انتقال انرژی می‌باشد. این مقره‌ها به صورت زنجیره مقره استفاده می‌شوند که تعداد دیسک‌ها در زنجیر مقره بستگی به سطح ولتاژ، محل استفاده و اضافه ولتاژ دارد. ارتباط این دیسک‌ها با دیسک دیگر توسط دو قطعه فلزی که با پودر سیمان و شیشه و چسب مخصوص به مقره محکم می‌شود، صورت می‌گیرد.
این نوع مقره بسته به نحوه اتصال به یکدیگر و با توجه به شکل آن‌ها در انواع مختلف وجود دارد.

#### مقره بشقابی استانداد
این مقره خود انواع مختلفی دارد. مقره‌های نوع کلاهکی (Ball & Socket Type Insulator) و مقره‌های نوع شیار و زبانه (Tongue & Clevis Type Insulator).

#### مقره بشقابی ضد مه
مقره بشقابی ضد مه (Anti Fog Insulator) در مناطق آلوده و مه آلود که به فاصله خزشی بیشتری نیاز دارند استفاده می‌شود. در این مقره شیارهای پایین بزرگتر از شیارهای مقره‌های معمولی می‌باشد؛ ولی وزن آن‌ها زیادتر بوده و موجب افزایش نیروی مکانیکی روی برج می‌شود.

#### مقره‌های بشقابی آئرودینامیک
از مقره‌های بشقابی آئرودینامیک (Aerodynamic Insulator) در مناطق بادگیر استفاده می‌شود زیرا سطح بادگیر کمتری نسبت به دیگر مقره‌ها دارد و در زنجیر مقره انحراف زاویه کمتری داشته و نیروهای وارده به برج کم می‌شود. به علت فاصله خزشی کم این نوع مقره، جهت حفظ ایزولاسیون در زنجیر مقره از تعداد بیشتری از این نوع استفاده می‌شود که اینکار باعث افزایش هزینه خواهد بود.

#### مقره زنگوله‌ای‌شکل
مقره زنگوله‌ای‌شکل (Bell Type Insulator) به شکلی ساخته می‌شود که امکان نشستن گرد و خاک و آلودگی روی آن حداقل باشد. از این مقره در مناطق استفاده می‌شود که آلودگی زیاد است و باران کم می‌بارد.

### مقره‌های یکپارچه
مقره‌های یکپارچه (Long rod Insulator) به شکل استوانه‌ای بلند بوده که دارای شیارها و برآمدگی‌هایی است. جنس این مقره‌ها معمولاً از چینی و سرامیک است و به دو صورت توپر (solid core sylindrical posts) و تو خالی (Hollow Insulator) ساخته می‌شود. این مقره‌ها می‌توانند به صورت‌های مختلفی به هم وصل شوند. (عمودی یا مایل)

### مقره‌های بوشینگ
مقره‌های بوشینگ (Bushing Insulator مانند مقره‌های یکپارچه می‌باشد با این تفاوت که قطر ابتدا و انتهای آن متفاوت است. از این نوع مقره در ترانس‌ها استفاده می‌شود که محل اتصال مقره به ترانس دارای قطر بیشتری است.

### مقره‌های تابلو برق
این مقرها انواع مختلفی دارد. مقره‌های نوع خازنی (Capacitve post insulator) مقره‌های کمر آچار خور 6 ضلعی (Hexagonal Insulator) مقره های کمر آچار خور 2 ضلعی (Drum Insulator) مقره های پله ای (Step Insulator) مقره های جبال الکتریک(JEC Insulator)مقره های استوانه ای(Cylindrical Insulator) مقره های مخروطی(Conical Insulator) مقره های چاک دار(Finger Insulator) و انواع باسبار ساپورت ها(Busbar Support)

## آرایش مقره‌ها در زنجیره
مقره‌های بشقابی با توجه به نیروی مکانیکی و سطوح ولتاژ به صورت تیپ ساخته می‌شوند. با توجه به سطح ولتاژ و نیروی مکانیکی نحوه اتصال و تشکیل زنجیره مقره‌ها متفاوت و به شرح زیر است.

### زنجیره مقره‌های آویزی

مقره‌ای کششی، که برای خط ۶۳ کیلوولت استفاده شده‌است.

زنجیره مقره‌های آویزی (Suspension String) مقره دارای انواع مختلف می‌باشد:
زنجیره مقره آویزی (I - String): این زنجیره در مواردی استفاده می‌شود که نیروی مکانیکی چندان زیاد نباشد. معمولاً در هادی‌های تک سیمه از آن استفاده می‌شود.
زنجیره مقره آویزی دوبل (II - String): در این فرم جهت بالا بردن استقامت مکانیکی، دو ردیف زنجیری مقره به موازات یکدیگر و به شکل II مورد استفاده قرار می‌گیرد. معمولاً در هادی‌های باندل از این تیپ استفاده می‌شود.
زنجیره مقره آویزی V شکل (V - String): در مناطق با سرعت باد زیاد، نوسانات بوجود آمده بر روی زنجیره مقره و در نتیجه انحراف بیش از حد آن می‌تواند منجر به کاهش فاصله ایزولاسیون گردیده و در نتیجه بروز قوس الکتریکی و اختلال در برق رسانی را به دنبال آورد. جهت جلوگیری از این مشکلات در این مناطق از زنجیری مقره V استفاده می‌شود تا از نوسانات زنجیره مقره جلوگیری شود.
در زنجیره مقره V شکل معمولاً طول دو بازو برابر می‌باشد. اما در مواردی که به دلیل زاویه خط نیاز به بازوهای متفاوت باشد، می‌توان با کاهش یا افزایش طول یک بازو به این حالت دست پیدا کرد.
معمولاً زاویه بین دو بازو در زنجیره مقره بین ۹۰ تا ۱۰۰ درجه می‌باشد.
زنجیره مقره آویزی V شکل دوبل (Double V - String): برای داشتن استقامت مکانیکی بیشتر، زنجیره مقره V شکل می‌تواند به صورت دوبل نصب شود.
زنجیره مقره کششی (Tension String): در برج‌های کششی، مقره‌ها به صورت زنجیره مقره وظیفه اتصال هادی به برج را به عهده دارد. این زنجیره مقره‌ها می‌توانند به صورت دوبل یا سه تایی یا بیشتر مورد استفاده قرار گیرند که انتخاب آن بستگی به تعداد هادی‌های هر فاز و همچنین شرایط بارگذاری و نوع مقره دارد.
زنجیره مقره جامپر (Jumper Insulator String): این زنجیره مقره، سیم جامپر ارتباطی فازها را در برج کششی به صورت آویزی نگه داشته و از حرکت جانبی آن جلوگیری می‌کند. نیروی مکانیکی وارده به این نوع زنجیره چندان قابل ملاحظه نیست.